# 帕伊蒂姆·斯塔托夫齐
帕伊蒂姆·斯塔托夫齐（1990年—），芬兰作家。他是阿尔巴尼亚裔，出生于南斯拉夫的科索沃。两岁时随父母移居至芬兰。
斯塔托夫齐以文科硕士文凭毕业。他曾在赫尔辛基大学学习文学通论及在阿尔托大学艺术设计学院学习过影视编剧。
斯塔托夫齐的处女作《我的猫叫南斯拉夫》（芬蘭語：Kissani Jugoslavia）发表于2014年。该小说在2014年11月获得了赫尔辛基日报文学奖。2018年该小说被改编为戏剧，并在芬兰国家剧院进行了首演。
斯塔托夫齐的第二部小说《地拉那之心》（芬蘭語：Tiranan sydän）发表于2016年8月。该小说同年获得了由赫尔辛基大学芬兰文学学生会颁发的最佳次部文学奖。该小说的英译本在2019年入围美国国家图书奖中最佳翻译文学的候选名单上。
斯塔托夫齐的第三部小说《博拉》（芬蘭語：Bolla）发表于2019年8月。并在同年获得了芬兰文学奖。
2024年秋季出版了他的第四部小说《母牛在晚上生犊》（芬蘭語：Lehmä synnyttää yöllä）。斯塔托夫齐凭借该书在同年获得了第二次芬兰文学奖。
斯塔托夫齐的小说翻译权已出售至20个语言区域。他的作品在英文世界诸如《纽约时报》、《卫报》、《纽约客》等举足轻重的报刊上倍受好评。